# Russell Township (comté de Camden, Missouri)
Russell Township est un township du comté de Camden dans le Missouri, aux États-Unis,. En 2010, sa population s'élève à 2 495 habitants. Le township est fondé en 1841.

## Source de la traduction
- (en) Cet article est partiellement ou en totalité issu de l’article de Wikipédia en anglais intitulé « Russell Township, Camden County, Missouri » (voir la liste des auteurs).